# X Japan
X Japan  (エックス ジャパン,) je popularna japanska rock/metal grupa koju su osnovali bubnjar i klavijaturist Yoshiki Hayashi (poznat i samo kao Yoshiki) i vokal Toshimitsu Deyama (odnosno Toshi) 1982. godine. U svojoj ranoj fazi bili su poznati i kao X, no 1991. godine mijenjaju ime grupe u X Japan, zato sto je u SAD-u već postojala grupa s imenom X. Sveukupno su izdali pet studijskih albuma, i nekoliko live snimaka da bi se raspali 1997. Grupa je prodala preko 20 milijuna albuma i preko 2 milijuna video snimaka.
U srpnju 2007., potvrđeno je da će se grupa ponovno okupiti. Nedugo poslije, X Japan objavljuju novi singl pod imenom I.V. za film Slagalica Strave IV.  U siječnju 2008. godine, zbog velikog interesa publike, zakazana su tri koncerta u Tokyo Dome-u 28., 29. i 30. ožujka iste godine. 

## Povijest

### X (1982. – 1992.)
X su 1985. objavili svoj prvi singl ˝I'll Kill You˝. Godinu poslije, Yoshiki je osnovao svoju vlasitu producentsku kuću - Extasy Records. Te su godine objavili i svoj drugi singl ˝Orgasm˝. 1988. napokon objavljuju svoj prvi album koji se zvao Vanishing Vision. Tadašnji članovi grupe bili su Yoshiki (bubnjevi, piano i klavijature), Toshi (vokal), Pata (druga gitara), Hide (prva gitara) i Taiji (bas-gitara).
1989. izdaju svoj drugi album zvan ˝Blue Blood˝ koji će iznjedriti neke od njihovih najpopularnijih hitova kao što su Kurenai i Endless Rain.   
Treći album pod imenom Jealousy izdan je 1991. godine. Godine 1992. Taiji napušta grupu i zamjenjuje ga Heath, pravim imenom Hiroshi Morie.

### X Japan (1993. – 1997.)
1993. godine potpisuju ugovor s Atlantic Recordsom i u kolovozu iste godine objavljuju jednu od svojih najpoznatijih pjesama 29 minuta dugu ˝Art of Life˝. Izvedena je samo dva puta i to 30. i 31. prosinca 1993. godine. 1996. izdan je njihov posljednji album Dahlia.

### Razlaz
Grupa se raspala 1997. godine, Toshijevim odlaskom iz grupe. Iste godine održan je i zadnji koncert simbolično nazvan ˝The Last Live˝. Nakon razlaza Yoshiki i Hide planirali su ponovno formirati grupu, no ti su se planovi izjalovili Hideovom iznenadnom smrću 2. svibnja 1998.

### Povratak
2007. se službeno objavilo da se sastav ponovno okuplja, a nakon par koncerata, Sugizo, bivši gitarist japanske grupe Luna sea, se pridružio ovom sastavu kao šesti član.

## Članovi
- Toshimitsu "Toshi" Deyama [kriva transliteracija] (出山利三, Deyama Toshimitsu) – vokal
- Tomoaki "Pata" Ishizuka (石塚智昭 Ishizuka Tomoaki) – ritam gitara
- Hiroshi "Heath" Morie (森江博 Morie Hiroshi) – bas (od 1992.)
- Yoshiki Hayashi (林佳樹 Hayashi Yoshiki) – bubnjevi i glasovir
- Hideto "Hide" Matsumoto (松本秀人 Matsumoto Hideto) – gitara (do 1997)
- Taiji Sawada (沢田泰司 Sawada Taiji) – bas (do 1992)